# إدي جاكسون (موسيقي)
إدي جاكسون (بالإنجليزية: Eddie Jackson) هو موسيقي أمريكي، ولد في 29 يناير 1962 في روبستاون في الولايات المتحدة.

## وصلات خارجية
- إدي جاكسون على موقع ميوزك برينز (الإنجليزية)
- إدي جاكسون على موقع ديسكوغز (الإنجليزية)